# Eutoxeres
Eutoxeres – rodzaj ptaków z podrodziny pustelników (Phaethornithinae) w rodzinie kolibrowatych (Trochilidae).

## Zasięg występowania
Rodzaj obejmuje gatunki występujące w Ameryce Centralnej i Południowej.

## Morfologia
Długość ciała 12–15 cm; masa ciała samców 10–12,5 g, samic 8–10 g.

## Systematyka

### Etymologia
- Eutoxeres: gr. ευ eu „ładny, dobry”; τοχηρης toxērēs „łucznik, wyposażony w łuk”, od τοξον toxon „łuk”[6].
- Myiaetina: gr. μυια muia, μυιας muias „mucha”; τινυμαι tinumai „karać”[7]. Gatunek typowy: Trochilus aquila Bourcier, 1847.

### Podział systematyczny
Do rodzaju należą następujące gatunki:
- Eutoxeres aquila (Bourcier, 1847) – orłodziobek ciemnosterny
- Eutoxeres condamini (Bourcier, 1851) – orłodziobek białosterny